# Renata del Bianco
Renata Beiriz del Bianco (São Paulo, 12 de agosto de 1985), é uma atriz e apresentadora brasileira. 
Ficou conhecida em 1997 ao participar da novela Chiquititas, interpretando a órfã Vivi. Sua carreira conta com atuações no teatro, como na peça A Bela e a Fera que ficou dez anos em cartaz, e sendo apresentadora do programa Morning Show, da RedeTV!. 
Na atualidade divide-se interpretando diferentes personagens no humorístico A Praça É Nossa, do SBT e apresentando o podcast Tudo Tudo Pod, do YouTube.

## Carreira
Em 1996, foi chamada para fazer um teste por uma agência de modelos, sem que soubesse a que o mesmo se destinava. As audições contaram com a participação de outras 1.700 crianças. Depois de três meses, recebeu a notícia de que foi aprovada, ao passo que convocaram-na para fazer um segundo teste para o que seria uma futura novela do SBT.
Somente após sua aprovação, soube que as gravações da novela intitulada Chiquititas ocorreriam na Argentina e não no Brasil. Inicialmente, sua personagem seria a vilã, Bia, que foi interpretada por Gisele Frade, mas após conversas com sua mãe e leitura da sinopse, demonstrou seu interesse na personagem Viviane Cícero, a "Vivi", que acabou conseguindo interpretar. O trabalho a fez deixar de lado a ginástica olímpica, que ela vinha fazendo por seis anos.
A novela Chiquititas fez sucesso no Brasil desde a sua estreia, em 1997, da mesma forma que a versão argentina, da Telefé, criada em 1995 por Cris Morena. A trilha sonora da novela obteve bastante êxito. Os dois primeiros álbuns conseguiram ótimas vendas, a saber: 1,2 milhões (o primeiro) e 800 mil cópias (o segundo). Mas após um ano de contrato, o mesmo foi rescindido. Como consequência, a atriz não aparece na capa do último álbum. Ela participou da sessão da foto original, mas resolveram excluí-la, no entanto, ela aparece em uma foto do encarte e em vários dos videoclipes das músicas do álbum. Em entrevista afirmou: "A princípio eu não sabia, mas meu contrato com o SBT estava acabando e não existia muito interesse em renova-lo. Como os produtores não tinham conhecimento de que eu não assinaria a renovação do contrato, fizeram umas fotos comigo e outras sem. Como não assinei, não sai".
Em 1998, junto com outros ex-atores da novela, como Gisele Frade, Paulo Nigro, Giselle Medeiros, Beatriz Botelho, Luan Ferreira, Polyana López, Janderson Ferreira e Jéssica Nigro formaram um grupo musical chamado de As Crianças mais Amadas do Brasil, que cantava canções voltadas para o público infantojuvenil. Foi lançado apenas um álbum, também intitulado As Crianças mais Amadas do Brasil, no ano de 1999. Bianco afirmou que embora tenha gravado várias das canções com os seus vocais, o empresário do grupo os substituiu pelos da sua namorada na época, inclusive na da primeira música de trabalho, "Tapete Mágico". Tal fato, mexeu com a autoestima da cantora, que passou a questionar seu talento, sua presença no grupo e na profissão de artista. Apenas uma das canções ficou com a voz real da atriz, o rap da música "Feliz Demais", na qual outros integrantes também participam. Apesar  da divulgação massiva, e a realização de shows com bastante sucesso, o grupo encerrou as atividades pouco tempo depois, devido a desvios nos lucros causados pelo empresário.
Após o fim do grupo a atriz chegou a gravar um álbum solo, seu último projeto no meio musical, no entanto, por motivo desconhecido o mesmo não chegou a ser lançado comercialmente, sendo conhecido apenas por alguns fãs da atriz e cantora e fãs da novela.
Nos anos subsequentes, fez três peças de teatro: A Bela e a Fera, que ficou 10 anos em cartaz, O Patinho Feio e A Casa Mágica.
Em 2012, graduou-se em Medicina Veterinária, na Faculdade de Medicina Veterinária UNISA, e passou a dedicar-se a profissão. No mesmo ano fez um teste para ser a nova integrante do programa Legendários, da Rede Record, apresentado por Marcos Mion.
Em 2013, integrou o programa Morning Show, na RedeTV!, o qual comandava ao vivo e diariamente ao lado de outros quatro apresentadores: Zé Luiz, Micheli Machado, Rodrigo Capella e Thiago Rocha. O programa teve boa repercussão e chegou a ter uma edição aos domingos. Ela permaneceu apenas um ano o apresentando, terminando sua participação em abril de 2014.
Alguns veículos de comunicação chegaram a noticiar que ela estava se dedicando à preparação de um reality show para TV paga no qual iria acompanhar a rotina de um hospital público para animais, mas o projeto não chegou a se consolidar.
Em 2021, após 25 anos de seu trabalho como atriz na TV, retornou no programa A Praça É Nossa, do SBT. Suas primeiras participações foram no quadro “Dedé e Bananinha”, com os atores Dedé Santana e Marcelo Beny. Em um dos episódios voltou a contracenar com seu antigo par romântico na novela Chiquititas, o ator Pierre Bittencourt, que interpretava o "Mosca".
Por questões financeiras, a artista criou um perfil no site OnlyFans, no qual chegou a faturar R$ 20 mil por semana.

## Vida pessoal
Entre as pessoas com quem se relacionou estão: o cantor Junior Lima, o youtuber Felipe Neto e a ex-BBB Angélica Morango. Em relação a última citada, as duas chegaram a fazer um ensaio fotográfico que causou controvérsias e até ataques homofóbicos vindos do público. As fotos foram primordiais para a mudança na sua carreira, visto que até então só fazia trabalhos ligado ao universo infantil.
Em algumas entrevistas revelou sofrer de transtorno do déficit de atenção e hiperatividade (TDAH), e que já fez alguns procedimentos estéticos.
Bianco foi casada com o empresário Dani Simonini. O casamento ocorreu em abril de 2018, quando ela estava com cinco meses de gestação. O vestido foi desenhado pelo noivo, e a cerimônia que ocorreu na cidade de São Paulo, reuniu algumas ex-chiquititas. Em 28 de julho de 2018, deu luz a sua primeira e única filha, Aurora, na mesma data em que ocorreu a estreia da novela Chiquititas no SBT, vinte e um anos antes. A família morava na Zona Sul da capital paulista.
O casamento com Simonini chegou ao fim no início de 2023, em entrevista ao programa Fofocalizando, do SBT, Bianco afirmou que o o fim ocorrera por conta de uma traição que ela cometeu, mas que já estava afastada do marido há algum tempo. Ela também revelou ter sofrido agressão física do ex-marido, o que ele negou.

## Filmografia

### Televisão
| Ano             | Título                | Personagem            | Notas                                              | Refs.         |
| --------------- | --------------------- | --------------------- | -------------------------------------------------- | ------------- |
| 1997–98         | Chiquititas           | Viviane Cícero (Vivi) | Temporadas 1-2                                     | [ 1 ]         |
| 2013–2014       | Morning Show          |                       | Apresentadora                                      | [ 20 ]        |
| 2018            | Fábrica de Casamentos |                       | Participante do episódio 14, da segunda temporada. | [ 38 ] [ 39 ] |
| 2021–atualmente | A Praça É Nossa       | Várias personagens    |                                                    | [ 24 ]        |

### Internet
| Ano  | Título        | Notas                                                      | Ref.   |
| ---- | ------------- | ---------------------------------------------------------- | ------ |
| 2010 | A Mulher Robô | Websérie na qual interpreta ela própria.                   | [ 40 ] |
| 2022 | Tudo Tudo Pod | Podcast do YouTube no qual entrevista diversos convidados. | [ 41 ] |

## Teatro
| Trabalho        | Personagem     | Refs.                |
| --------------- | -------------- | -------------------- |
| A Bela e a Fera | Bela           | [ 16 ] [ 17 ] [ 42 ] |
| O Patinho Feio  | O patinho feio | [ 16 ] [ 17 ] [ 43 ] |
| A Casa Mágica   | Alegria        | [ 16 ] [ 17 ]        |

## Discografia
| Ano  | Título                            |
| ---- | --------------------------------- |
| 1999 | As Crianças mais Amadas do Brasil |